# Таїланд на літніх Олімпійських іграх 2012
Таїланд на літніх Олімпійських іграх  2012 представляли 37 спортсменів у 15 видах спорту.

## Медалісти
| Медаль | Спортсмени       | Вид спорту     | Дисципліна              | Дата           |
| ------ | ---------------- | -------------- | ----------------------- | -------------- |
| Срібло | Пімсірі Сірікаев | Важка атлетика | жінки, до 58 кг         | 30 липня 2025  |
| Срібло | Каео Понгпраюн   | Бокс           | чоловіки, надлегка вага | 11 серпня 2025 |
| Бронза | Чанатіп Сонхам   | Тхеквондо      | жінки, до 49 кг         | 8 серпня 2025  |

## Академічне веслування
Жінки
| Спортсмени                   | Дисципліна | Відбіркові заїзди | Відбіркові заїзди | Втішний заїзд | Втішний заїзд | Чвертьфінали | Чвертьфінали | Півфінали | Півфінали | Фінал   | Фінал |
| Спортсмени                   | Дисципліна | Час               | Місце             | Час           | Місце         | Час          | Місце        | Час       | Місце     | Час     | Місце |
| ---------------------------- | ---------- | ----------------- | ----------------- | ------------- | ------------- | ------------ | ------------ | --------- | --------- | ------- | ----- |
| Пхуттхаракса Нігрі-Роденбург | Одиночки   | 7:52.62           | 4                 | Н/Д           | Н/Д           | 8:16.50      | 6            | 8:03.91   | 3         | 8:34.11 | 17    |